# Erzbistum Garoua
Das Erzbistum Garoua (lateinisch Archidioecesis Garuensis) ist eine römisch-katholische Erzdiözese mit Sitz in Garoua in Kamerun.

## Geschichte
Papst Pius XII. gründete die Apostolische Präfektur Garoua am 9. Januar 1947 aus Gebietsabtretungen des Apostolischen Vikariats Foumban. Am 24. März 1953 wurde sie in den Rang eines Apostolischen Vikariats erhoben.
Mit der Bulle Dum tantis wurde es am 18. April 1950 in den Rang eines Bistums erhoben, das dem Erzbistum Yaoundé als Suffragandiözese unterstellt wurde. Mit der Apostolischen Konstitution Eo magis catholica wurde es am 18. März 1982 in den Rang eines Metropolitanerzbistums erhoben.
Teile seines Territoriums verlor es zugunsten der Errichtung folgender Bistümer:
- 17. Mai 1951 an die Apostolische Präfektur Moundou;
- 19. Dezember 1956 an die Apostolische Präfektur Pala;
- 11. März 1968 an die Apostolische Präfektur Maroua-Mokolo;
- 11. März 1968 an die Apostolische Präfektur Yagoua;
- 19. November 1982 an das Bistum Ngaoundéré.

## Ordinarien

### Apostolischer Präfekt von Garoua
- Yves-Joseph-Marie Plumey OMI (25. März 1947 – 24. März 1953)

### Apostolischer Vikar von Garoua
- Yves-Joseph-Marie Plumey OMI (24. März 1953 – 14. September 1955)

### Bischof von Garoua
- Yves-Joseph-Marie Plumey OMI (14. September 1955 – 18. März 1982)

### Erzbischöfe von Garoua
- Yves-Joseph-Marie Plumey OMI (18. März 1982 – 17. März 1984, zurückgetreten)
- Christian Wiyghan Kardinal Tumi (17. März 1984 – 31. August 1991, dann Erzbischof von Douala)
- Antoine Ntalou, (23. Januar 1992–22. Oktober 2016)
- Faustin Ambassa Ndjodo CICM, (seit 22. Oktober 2016)

## Statistik
| Jahr | Bevölkerung | Bevölkerung | Bevölkerung | Priester   | Priester           | Priester         | Priester               | Ständige Diakone | Ordensleute | Ordensleute | Pfarreien |
| Jahr | Katholiken  | Einwohner   | %           | Gesamtzahl | Diözesan- priester | Ordens- priester | Katholiken je Priester | Ständige Diakone | männlich    | weiblich    | Pfarreien |
| ---- | ----------- | ----------- | ----------- | ---------- | ------------------ | ---------------- | ---------------------- | ---------------- | ----------- | ----------- | --------- |
| 1950 | 1.500       | 1.200.000   | 0,1         | 27         |                    | 27               | 55                     |                  |             | 8           | 10        |
| 1970 | 14.395      | 551.431     | 2,6         | 51         | 5                  | 46               | 282                    |                  | 53          | 41          |           |
| 1980 | 38.238      | 858.000     | 4,5         | 66         | 3                  | 63               | 579                    | 1                | 70          | 73          | 32        |
| 1990 | 56.267      | 630.000     | 8,9         | 56         | 11                 | 45               | 1.004                  |                  | 50          | 56          | 19        |
| 1999 | 77.652      | 1.100.000   | 7,1         | 54         | 18                 | 36               | 1.438                  |                  | 42          | 83          | 21        |
| 2000 | 80.805      | 1.100.000   | 7,3         | 54         | 18                 | 36               | 1.496                  |                  | 41          | 85          | 21        |
| 2004 | 87.884      | 1.122.660   | 7,8         | 50         | 24                 | 26               | 1.757                  |                  | 36          | 89          | 21        |
| 2006 | 92.400      | 1.135.072   | 8,1         | 59         | 35                 | 24               | 1.566                  |                  | 34          | 95          | 22        |
| 2021 | 169.600     | 1.897.030   | 8,9         | 81         | 58                 | 23               | 2.093                  |                  | 26          | 86          | 31        |